# Dolichopoda naxia
Dolichopoda naxia — вид прямокрилих комах родини рафідофоріди (Rhaphidophoridae). Вид є
троглодитом, тобто постійним мешканцем печер.

## Поширення
Вид зустрічається у печері Зевса на острові Наксос в Греції.